# فيلق زويديت الألماني الحر
فيلق زويديت الألماني الحر (بالألمانية: Sudetendeutsches Freikorps) منظمة شبه عسكرية نازية تأسست في 17 سبتمبر 1938 في ألمانيا النازية بأمر مباشر من أدولف هتلر. كانت المنظمة تتألف أساسًا من مواطنين من أصل إثني تشيكوسلوفاكيا من مواطنين مؤيدين للنازية كانوا قد لجأوا وتلقوا التدريب والتجهيز من قبل الجيش الألماني وكانوا يقومون بعمليات إرهابية عبر الحدود إلى أراضي تشيكوسلوفاكيا من عام 1938 إلى 1939. لقد لعبوا دورًا مهمًا في جهود هتلر الناجحة لاحتلال تشيكوسلوفاكيا وضم المنطقة المعروفة باسم سوديتنلاند إلى الرايخ الثالث في عهد ألمانيا النازية.
كان فيلق زويديت الألماني الحر في الواقع خلفًا لخدمة الحماية الطوعية (شوتز دينتست)، المعروف أيضًا باسم فريق المنظّمين (أورندرز غروبّي)، وهي منظمة أنشأها حزب الزويديت الألماني في تشيكوسلوفاكيا بشكل غير رسمي في عام 1933وبشكل رسمي في 17مايو 1938، على غرار كتيبة العاصفة (شتورم أبتايلونغ)، الجناح شبه العسكري الأصلي للحزب النازي الألماني. سُجّلَت الشوتس دينست رسميًا كمنظمة مروّجة، وحُلَّت في 16سبتمبر 1938 من قبل السلطات التشيكوسلوفاكية بسبب تورطها في العديد من الأنشطة الإجرامية والإرهابية. فرّ العديد من أعضائها وكذلك القيادة، المطلوبين للقبض عليهم من قبل السلطات التشيكوسلوفاكية إلى ألمانيا، حيث أصبحوا الأساس لفيلق زويديت الألماني الحر، وأجروا أول غارات الفيلق عبر الحدود على تشيكوسلوفاكيا بعد ساعات قليلة من إنشائها الرسمي. نظرًا للانتقال السلس بين المنظمتين، والعضوية المماثلة، ورعاية ألمانيا النازية وتطبيق نفس أسلوب الغارات عبر الحدود، غالبًا ما لا يميز بعض المؤلفين بشكل خاص بين تصرفات الأورندرز(أي حتى 16سبتمبر 1938) والفراي كوربس أو الفيلق الحر (أي من 17سبتمبر 1938).
اعتمادًا على اتفاقية تعريف العدوان، اعتبر رئيس تشيكوسلوفاكيا إدوارد بينش والحكومة في المنفى لاحقًا 17سبتمبر 1938، يوم إنشاء الفراي كوربس وبدء غاراتها عبر الحدود، كبداية للحرب الألمانية التشيكوسلوفاكية غير المعلنة. وهذا ما افترتضه أيضًا المحكمة الدستورية التشيكية المعاصرة. في غضون ذلك أعلنت ألمانيا النازية رسميًا أن الأسرى التشيكيين سيعتبرون أسرى حرب اعتبارًا من 23 سبتمبر فصاعدًا.

## خلفية

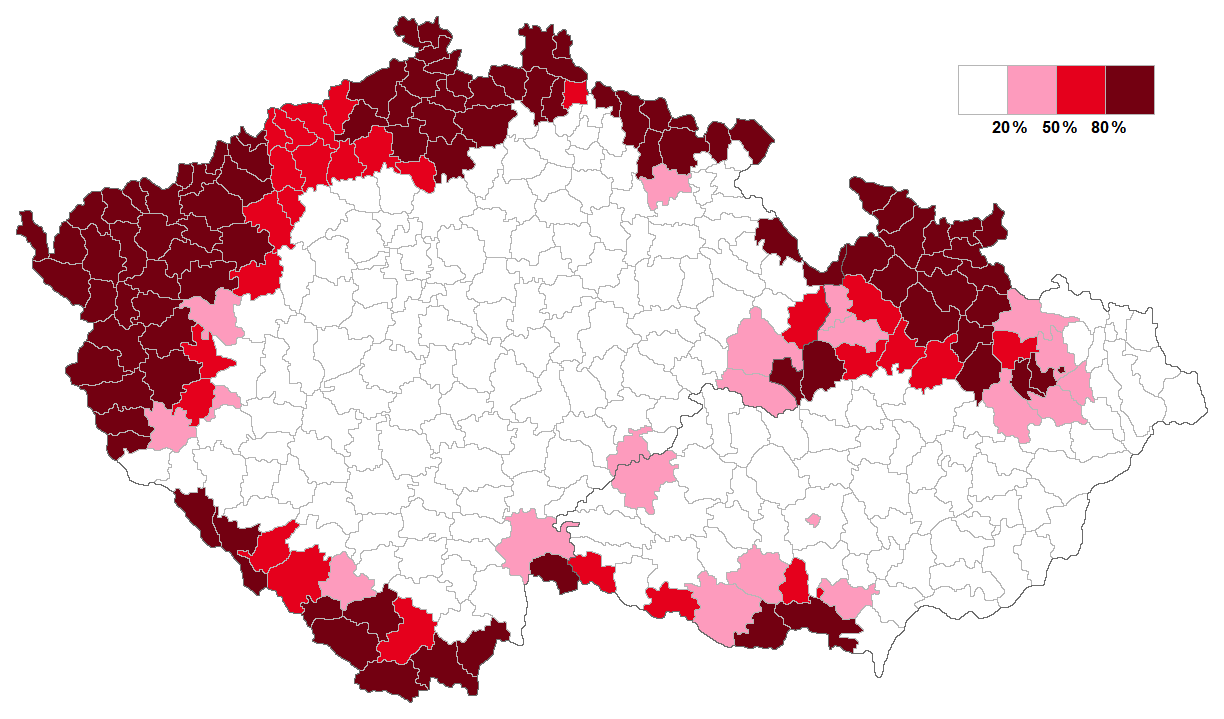
المقاطعات التشيكية باغلبية سكان من أصل ألماني عام 1934 تبلغ 25 ٪ أو أكثر (وردي)، و50 ٪ أو أكثر (أحمر)، و75 ٪ أو أكثر (أحمر غامق) في عام 1935

من 1918 إلى 1938، بعد انهيار الإمبراطورية النمساوية المجرية، كان أكثر من 3 ملايين من أصل ألماني يعيشون في الجزء التشيكي من ولاية تشيكوسلوفاكيا المنشأة حديثًا.
في عام 1933، عندما تولى أدولف هتلر السلطة في ألمانيا، أسس زعيم السويدت الألماني المؤيد للنازية كونراد هنلين حزب Sudeten German (SdP) الذي كان بمثابة فرع للحزب النازي في السويدت. بحلول عام 1935، كان الحزب الديمقراطي الاجتماعي هو ثاني أكبر حزب سياسي في تشيكوسلوفاكيا. بعد فترة وجيزة من ضم النمسا إلى ألمانيا، التقى هينلين مع هتلر في برلين في 28 مارس 1938، حيث تلقى تعليمات برفع مطالب غير مقبولة للحكومة التشيكية السلوفاكية بقيادة الرئيس إدوارد بينيس. في 24 أبريل، أصدر حزب الشعب الديمقراطي سلسلة من المطالب لحكومة تشيكوسلوفاكيا، والتي كانت تعرف باسم برنامج كارلسباد. بين المطالب، طالب هنلاين بالحكم الذاتي للألمان الذين يعيشون في تشيكوسلوفاكيا. وردت الحكومة التشيكوسلوفاكية بالقول إنها مستعدة لتوفير المزيد من حقوق الأقليات للأقلية الألمانية لكنها رفضت منحهم استقلالاً.
بحلول يونيو 1938، كان للحزب أكثر من 1.3 مليون عضو، أي 40.6٪ من المواطنين من أصل ألماني في تشيكوسلوفاكيا (40٪ من هؤلاء النساء). خلال آخر انتخابات ديمقراطية حرة قبل الاحتلال الألماني لتشيكوسلوفاكيا، الانتخابات في مايو 1938، حصل الحزب على 88 ٪ من أصوات الألمان الأصل، وسيطر على معظم السلطات البلدية في الحدود التشيكية. جعلتها عضوية البلاد الجماعية واحدة من أكبر الأحزاب الفاشية في أوروبا في ذلك الوقت.
وقعت الأزمة الرئيسية الأولى في مايو 1938 بعد تعبئة جزئية للجيش التشيكوسلوفاكي. أدت أنشطة الألمان العرقيين المؤيدين للنازية في المنطقة إلى هروب عدد كبير من المدنيين من أصل تشيكي وخاصة اليهود. أدت تهديدات هتلر المتزايدة بمهاجمة تشيكوسلوفاكيا إلى التعبئة الكاملة في 22 سبتمبر 1938. رفض العديد من الألمان العرقيين اتباع أمر حشد الجيش التشيكوسلوفاكي وعبرو إلى حدود ألمانيا وانضموا إلى فريكروبس، واستمروا في مداهماتهم عبر الحدود، أو أنشأوا وحدات Grün Freikorps التي كانت تعمل في الغابات التشيكوسلوفاكية، وتتلقى الأسلحة والمعدات من ألمانيا، وقامت بغارات ضد السلطات التشيكوسلوفاكية، اليهود والتشيك، حتى الاحتلال الألماني للمناطق الحدودية التشيكوسلوفاكية بعد اتفاقية ميونيخ.

## فيلق الزويديت الحر أو فريق الأورندرز

### تشكيل المنظمة
مباشرة بعد إنشاء جبهة الزويديت الداخلية الألمانية -Sudetendeutsche Heimatfront (لاحقًا حزب الزويديت الألماني «إس دي بي»)- في عام 1933، بدأ الحزب في تشكيل الأوردنونغس دينست غير الرسمي (التي تعني بالألماني خدمة النظام، ودُعيَ أعضاؤها المنظّمون أو الأورندرز)، الذي كان من المفترض منه رسمّيًا أن يحافظ على النظام أثناء اجتماعات وتجمعات الحزب و حمايته من خصومه السياسيين. في الواقع ضمّ فرق الهجوم الأولى التي من المحتمل منها تنفيذ مهام إرهابية، على غرار كتيبة العاصفة (المعروفة أيضًا باسم «القمصان البنية» أو«جنود العاصفة»)، الجناح شبه العسكري الأصلي للحزب النازي الألماني. بدأ تشكيل أكثر منهجية للجناح شبه العسكري قبل انتخابات عام 1935، عندما قررت قيادة حزب الزويديت الألماني أن تقوم كل منظمة محلية من الحزب بتشكيل فرقتها الخاصة من «المنظّمين».
في 14 مايو 1938، تحوّل فريق الأوردنرز رسميًا إلى منظمة رسمية جديدة هي الشوتس دينست، وكان تشكيلها علنيًّا على غرار كتيبة العاصفة. كان رئيس حزب الزويديت الألماني كونراد هينلين هو قائد الشوتس دينست (دير فورير)، وأصبح فريتز كولنر سكرتيرته وويلي براندنر رئيس الموظفين، كما كان مسؤولًا عن تكوين مجموعات الفرق. وبحلول 17مايو 1938، وهو تاريخ التسجيل الرسمي للمنظمة، انتسب للشوتس دينست أكثر من 15,000 عضو.
بدأ الشوتس دينست برنامج توظيف واسع النطاق في يونيو 1938. قسّم أعضاءه إلى ثلاث فئات:
- الفئة (أ): الأعضاء الأكثر ثقة وقدرة البدنية، كان من المفترض أن يقوموا بواجب الأوصياء على «النقاء الداخلي» لـلحزب. وتتكون الفئة أ مما يسمى «أقسام المراقبة» وهي تابعة مباشرةً لـلحزب. وبصرف النظر عن الوظائف داخل المنظمة، كان أعضاؤها يجمعون أيضًا معلومات عن المعارضين السياسيين ويقومون بالتجسس العسكري.[16]
- الفئة (ب): اختيار أوسع للأعضاء، دُرَّب أعضاؤها على أنشطة نشر المعلومات والإشاعات والهجمات الإرهابية والتخريبية.[16]
- الفئة (ج): كانوا بمعظمهم كبار سن من الشوتس دينست، وجنود سابقين لديهم خبرة الخط الأول خلال الحرب العالمية الأولى. كانت مهمتهم الرئيسية توفير التدريب لأعضاء الفئة ب بالإضافة إلى كونهم القوة الاحتياطية للشوتس دينست.[16]

شُكّلَت فرق الشوتس دينست كميليشيات ذات تشكيلات محلية وإقليمية وهيئة مركزية. أنشأت الشوتس دينست كذلك فرق خاصة بالاتصالات، وأخرى طبية، وخلفية. دُرّب قادة فرق الشوتس دينست بشكل مباشر من قبل كتيبة العاصفة النازية في ألمانيا.
أصبحت هذه الفرق مفيدة في الحرب النفسية لعملية «فال غرون»، وتهريب الأسلحة عبر «الحدود الخضراء» من ألمانيا، والقيام بإجراءات استفزازية للقوات المسلحة التشيكوسلوفاكية وعلى الحدود مع ألمانيا.

### محاولة انقلاب
عقد الحزب النازي الألماني مؤتمره العاشر بين 5-12 سبتمبر 1938في نورنبرغ، وكان من المتوقع أن يوضّح هتلر خططه القادمة فيما يتعلق بتشيكوسلوفاكيا. وُضعَت فرق الشوتس دينست في حالة تأهب قصوى، وعلى استعداد لتنفيذ أي أوامر قد تأتي من القيادة. في 10 سبتمبر 1938، تلقّت جميع قيادات الشوتس دينست في المقاطعات أوامر ببدء مظاهرات واسعة النطاق، سقط نتيجتها عدد من الجرحى من وحدات تنفيذ القانون التشيكوسلوفاكي وكذلك أعضاء من الشوتس دينست في العديد من المدن في اليوم التالي. كان نائب قائد الشوتس دينست كارل هيرمان فرانك على اتصال مباشر بهتلر، وتلقى تعليمات للأيام التالية.
مباشرة بعد خطاب هتلر الأخير المنتظر بشدة في 12 سبتمبر 1938، والذي ادّعى هتلر فيه أنّه سيسعى لرعاية المصالح الألمانية «تحت أي ظرف» و«سيمنع نشوء فلسطين ثانية في قلب أوروبا، حيث العرب فقراء ودون حماية ومهجورين، في حين أن الألمان في تشيكوسلوفاكيا ليسوا بلا حماية أو مهجورين»، بدأت الشوتس دينست العنف على نطاق واسع في جميع مناطق الحدود. في خب وحدها (مسقط رأس فرانك) نهبت مجموعات عرقية ألمانية 38 متجرًا يملكها تشيكيّون ويهود. شملت الأهداف الرئيسية الأخرى مباني الحزب الديمقراطي الاجتماعي الألماني والسلطات التشيكوسلوفاكية، بما في ذلك المدارس. أجرى الشوتس دينست أكثر من 70اعتداء مسلح ضد السلطات التشيكوسلوفاكية، كما اعتدوت على بعض التشيكيين والمواطنين ذوي العرق الألماني المناهضين للفاشية. في غضون ذلك أمرت سلطات تنفيذ القانون التشيكوسلوفاكية بعدم التدخل حتى لا تزيد من إثارة الشائعات والدعايات التي ينشرها هتلر.
عندما أصبح من الواضح أن حزب الزويديت الألماني كان يحاول طرد السلطات التشيكوسلوفاكية من المدن الواقعة في المناطق الحدودية واستبدالها بحكمه الخاص، ومع ارتفاع حصيلة القتلى التي شملت أربعة ضباط من الدرك على يد الشوتس دينست في هابارتوف، ردّت الحكومة التشيكوسلوفاكية بإعلان القانون العسكري في 13 من أكثر المناطق تضررًا وبإرسال الجيش. استمرت الاعتداءات الكبرى على وحدات تنفيذ القانون التشيكوسلوفاكية وكذلك على الجيش طوال 14 سبتمبر 1938، وآخرها وقع في 15 سبتمبر في بوبلافا. وإجمالًا أدّى العنف إلى مقتل 13 شخصًا وإصابة العديد في 12-13 سبتمبر وبلغ ذروته في 14 سبتمبر بـحصيلة 23 قتيلًا ( 13من أفراد السلطات التشيكوسلوفاكية، و10 من الألمان) و 75 جريحًا (من هؤلاء الأربعة عشر من أصل ألماني)، ولكن أُحبطَت محاولة الانقلاب.
في 14سبتمبر 1984، فرّت قيادة حزب الزويديت الألماني عبر الحدود إلى زيلب في ألمانيا، إذ طالب فرانك دون جدوى بالتدخل العسكري الفوري من هتلر. كان لهروب القيادة تأثير مرعب على أعضاء الشوتس دينست، وخاصة أولئك الذين شاركوا في العنف ويخشون الآن الملاحقة الجنائية. في 15سبتمبر 1938، بثت الإذاعة الألمانية خطاب هينلاين، الذي كان يزعم أنه يتحدث مباشرة من أش في تشيكوسلوفاكيا. وبحلول ذلك الوقت، أصبح هروب حزب الزويديت الألماني إلى ألمانيا معلومة متداولة ومعروفة، ووفقًا للسفير الألماني آنذاك في براغ، بدلًا من تحفيز أعضاء حزب الزويديت على اتخاذ إجراءات أخرى، فقد أدى ذلك إلى حدوث صدع خطير في صفوفه.
في 16سبتمبر 1938، حظرت السلطات التشيكوسلوفاكية وحلّت حزب الزويديت الألماني وكذلك الشوتس دينست. فر العديد من موظفيها والأعضاء المطلوب القبض عليهم نتيجة جرائم عنف إلى ألمانيا، في حين أجبر عدد من رؤساء البلديات المنتخبين لـحزب زويديت الألماني أعضاء الشوتس دينست على التزام الهدوء والإعراب عن دعمهم لقادة مراكز الدرك الواقعة في مدنهم.

## معرض صور

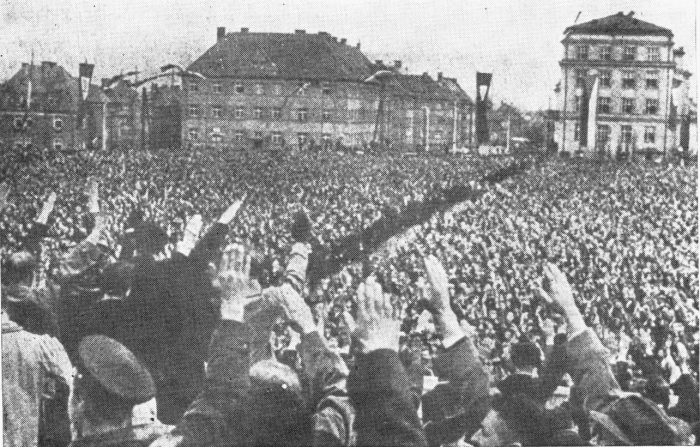
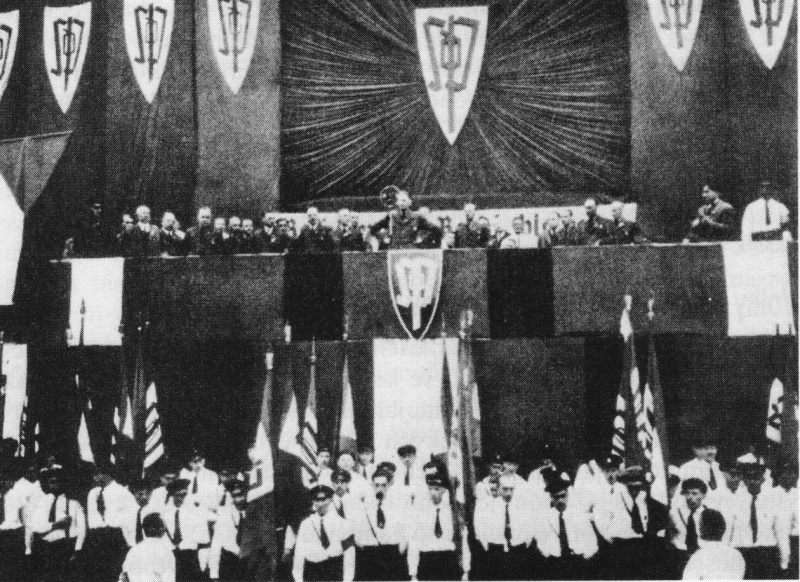
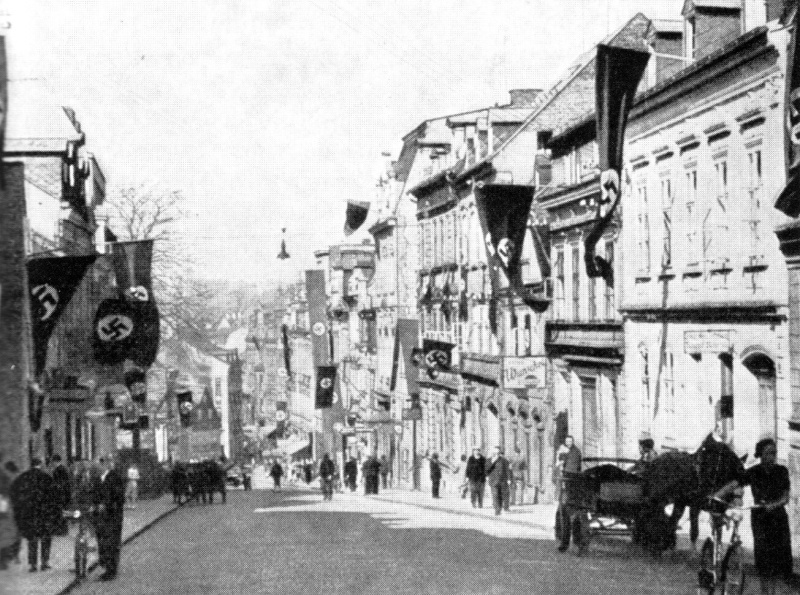
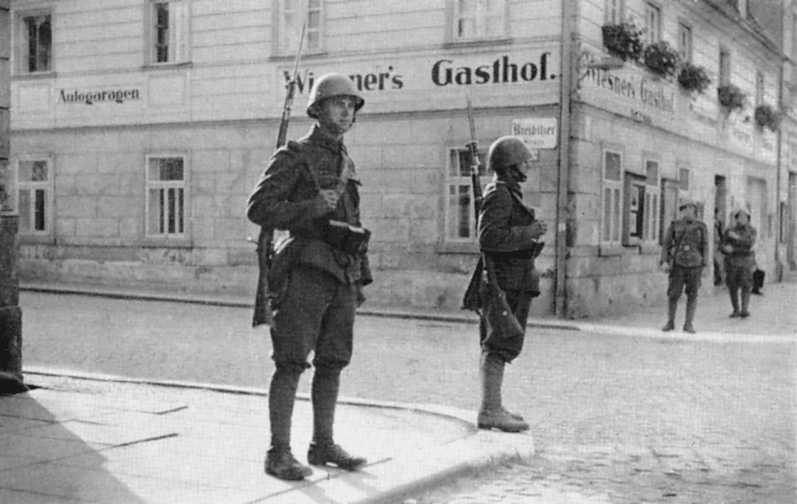